# Availles-en-Châtellerault
Availles-en-Châtellerault is een gemeente in het Franse departement Vienne (regio Nouvelle-Aquitaine) en telt 1365 inwoners (2004). De plaats maakt deel uit van het arrondissement Châtellerault.

## Geografie
De oppervlakte van Availles-en-Châtellerault bedraagt 15,5 km², de bevolkingsdichtheid is 88,1 inwoners per km².
De onderstaande kaart toont de ligging van Availles-en-Châtellerault met de belangrijkste infrastructuur en aangrenzende gemeenten.

## Demografie
Onderstaande figuur toont het verloop van het inwonertal (bron: INSEE-tellingen).

## Geschiedenis
In 1818 werd de voormalige gemeente Prinçay bij Availles gevoegd. En in 1967 wijzigde de naam van de gemeente van Availles in Availles-en-Châtellerault.